# Délégation interministérielle au nouveau nucléaire
La Délégation interministérielle au nouveau nucléaire (DINN), créée le 7 novembre 2022, pilotée par Joël Barre (membre du Corps des ingénieurs de l'armement et de la Direction générale de l'armement, ancien Délégué général pour l'armement, ayant aussi travaillé pour l'aérospatial (CNES) et l'industrie de la défense (chez Safran et Snecma). La DINN a été créée pour soutenir, sous l'égide du gouvernement, le programme de relance dit « nouveau nucléaire français » (NNF) qui vise notamment la construction par EDF de trois paires de réacteurs EPR2, et du projet SMR Nuward et d'un réacteur de recherche Jules Horowitz. La DINN  assure « la supervision de la réalisation de programmes industriels de construction de nouveaux réacteurs électronucléaires en France, en lien et dans le respect des compétences des administrations centrales et des services à compétence nationale relevant des ministres chargés de l'Énergie, de l'Environnement, de la Sûreté nucléaire, de l'Industrie, de l'Économie et du Budget, ainsi qu'avec les préfets des territoires d'implantation des nouveaux réacteurs ».

## Histoire
La DINN a été crée par créée par décret (décret no 2022-1411 du 7 novembre 2022), pour porter la mise en œuvre d'une relance du nucléaire en France (programme NNF) telle que décidée lors du Conseil de politique nucléaire (CPN) du 3 février 2023, portant notamment sur le programme NNF, poussé par la loi relative à l'accélération des procédures liées à la construction de nouvelles installations nucléaires (22 juin 2023). La DINN à sa création comporte un Délégué interministériel au nouveau nucléaire, Joël Barre, préalablement nommé par la Première ministre, Élisabeth Borne ; et quinze collaborateurs. Tous relèvent administrativement du ministère de la Transition énergétique, le délégué est placé sous l'autorité directe de la Première ministre. est « placée sous l’autorité du Premier ministre ».
Elle a été confiée (par décret) à Joël Barre, polytechnicien intégré dans le Corps des ingénieurs de l'armement (ancien ingénieur de l'armement, ex- membre de la Direction générale de l'armement puis, durant 5 ans, Délégué général pour l'armement (du 9 août 2017 au 31 juillet 2022) ayant aussi antérieurement travaillé pour l'aérospatial (CNES) et l'industrie de la défense, chez Safran et Snecma, proche de Luc Rémont le nouveau patron d'EDF, avec qui il a travaillé dans les années 1990, ce qui est considéré comme un gage de bonne communication pour ses projets.
La DINN travaille en particulier avec Framatome, Orano et le CEA.

## Missions
La mission principale de la DINN consiste à superviser et coordonner l'ensemble des projets industriels dits de nouveau nucléaire en France, ce qui inclut :
- la supervision industrielle : Suivi des objectifs en matière de coûts, de qualité et de délais pour les projets de construction de nouveaux réacteurs EPR ;  le programme de nouveau nucléaire français (NNF) consistant en la construction de trois paires de réacteurs EPR2, dont EDF assure la maîtrise d’ouvrage, mais aussi le projet SMR Nuward et le réacteur de recherche Jules Horowitz ;
- une coordination des projets et de leur mise en œuvre sous l'égide des pouvoirs publics (pour faciliter et accélérer l'instruction des autorisations administratives et la préparation des territoires d'accueil, notamment) ;
- une contribution à l'information du grand-public et d'autres parties prenantes ; « elle répond aux sollicitations de la presse, elle participe notamment aux procédures de participation du public menées sous l’égide de la Commission nationale du débat public (CNDP) concernant le programme NNF,  et elle contribue et apporte son soutien aux diverses actions de mobilisation et de promotion portées par la filière, en particulier celles développées pour renforcer l’attractivité des métiers du nucléaire »[4] ;
- la « mobilisation et la coordination des pouvoirs publics concernés par ces projets, que ce soit au titre des autorisations réglementaires à l’échelon national, de la préparation des territoires d’accueil de nouveaux réacteurs à l’échelon local, de l’adaptation du système de formation à l’enjeu de développement des compétences ou encore de la définition d’un schéma de financement et de régulation »[5] ;
- Une contribution aux modifications des cadres législatif, financier et régulatoire, et aux travaux de définition du cadre de financement et de régulation économique du programme. La DINN, à ce titre, « apporte son soutien dans le cadre des échanges nécessaires avec la Commission européenne sur le programme NNF, en coordination avec les autres services administratifs impliqués. Une fois ce cadre défini, la DINN aura pour mission de veiller à sa mise en œuvre dans le respect des règles européennes.

Elle est également associée aux travaux législatifs et réglementaires qui concernent les nouveaux projets nucléaires ».
Pour assurer ces missions, la DINN est « tenue étroitement informée de l’ensemble des projets mobilisant la filière nucléaire en France (grand carénage, Flamanville 3…) et à l’export (Hinkley Point C, Sizewell C, autres prospects), afin d’avoir une appréciation globale des ressources mobilisées et de tenir compte du retour d’expérience ».

## Résultats
Depuis sa création, la DINN supervise plusieurs projets majeurs, dont la construction de trois paires de réacteurs EPR2 et le projet SMR Nuward. Elle a également contribué à la promulgation de la loi relative à l'accélération des procédures liées à la construction de nouvelles installations nucléaires en juin 20232 en s'appuyant sur :
- le débat public « Nouveaux réacteurs nucléaires et projet Penly » organisé par la CNDP, lancé 28 octobre 2022 ;
- le discours de Belfort, du Président de la République E. Macron, sur le lancement d’un programme Nouveau Nucléaire France (NNF), avec la construction de trois paires de réacteurs EPR2 et l'annonce de huit réacteurs supplémentaires ;
- l’étude de RTE « Futurs énergétiques 2050, publiée le 25 octobre 2021 » présentant des scénarios énergétiques avec et sans nouveau nucléaire ;
- le projet d’EDF, envoyé à l’État le 6 mai 2021 pour la construction de trois paires de réacteurs EPR2 ;
- un second discours du Président de la République, fait au Creusot le 8 décembre 2020, annonçant un nouveau porte-avions nucléaire ;
- la programmation pluriannuelle de l'énergie (PPE) qui envisage une prise de décision sur le lancement éventuel d’un programme de construction de nouveaux réacteurs ;
- le rapport (28 octobre 2019) sur « La construction de l’EPR de Flamanville » de Jean-Martin Folz (Ministre de l'économie et des finances) ;
- un rapport confidentiel défense (rendu le 2 juillet 2018) sur « Le maintien des capacités industrielles de la filière nucléaire en vue de potentielles nouvelles constructions de réacteurs » par Yannick d’Escatha et Laurent Collet-Billon au Ministre de l'Économie et des Finances et au Ministre de la transition écologique et solidaire, déclassifié le 28 mars 2023.

## Critiques
La DINN, qui est chargée de veiller « à l'efficacité de l'organisation interne du maître d'ouvrage comme à celle de l’organisation industrielle du programme NNF (procurement EPR2, politique industrielle, etc.) » est confrontée aux critiques qui ont concerné de déroulement du programme EPR, y compris de la cour des comptes pour le programme EPR2 (Cour qui estime cependant que la DINN a eu un rôle positif, concernant les successions de retards et de surcoûts qui ont concerné le secteur industriel des réacteurs nucléaires EPR, notamment pour la centrale nucléaire de Flamanville).
La Cour des comptes a mis en évidence des défaillances dans la gestion des projets EPR, soulignant les risques persistants liés à la filière nucléaire.
Et l'Autorité de sûreté nucléaire (ASN) a attiré l'attention sur les défis en matière de sûreté nucléaire liés au démarrage accéléré du programme EPR2.